# Dieu le veut
Deus vult
Pour les articles ayant des titres homophones, voir Dieu-le-veut et Dieuleveut.

Deus lo vult est la devise de l'ordre équestre du Saint-Sépulcre.

Dieu le veut ! (Deus vult en latin classique, Deus lo Vult en ancien français, Deus lo volt en ancien occitan, Dieus le vueut en ancien français) est un cri de ralliement des croisés lancé avant le combat contre les troupes ennemies. Il fut utilisé dès la première croisade,.
Il constitue également la devise de l'ordre équestre du Saint-Sépulcre, chevaliers catholiques.

## Histoire
En 1095, à la fin du concile de Clermont, le pape Urbain II prononce un discours solennel destiné à venir en aide aux chrétiens d'Orient persécutés par les Turcs seldjoukides.
Au cours de cet appel, le moine prédicateur Pierre d'Amiens, dit Pierre l'Ermite, lance ce cri de « Deus vult » qui est repris par la foule présente. Cet événement favorisera la mobilisation de la première croisade,.
En 1882, ce cri de guerre est repris par le cantique Nous voulons Dieu!, face aux lois jugées anticléricales de Jules Ferry.

## Époque actuelle
« Deus vult » a été adopté comme slogan par une variété de groupes de droite chrétienne et de nationalisme chrétien,, ainsi que par certains groupes associés à l'alt-right et au suprémacisme blanc,,.
Pete Hegseth (secrétaire à la Défense sous la seconde présidence Trump) a, sur son biceps, tatoué Deus vult en écriture latine sous le mot koufar (mécréant) en graphie arabe, ainsi qu’une croix de Jérusalem sur le torse, à l'instar de certains suprémacistes blancs américains,.